# 코너킥

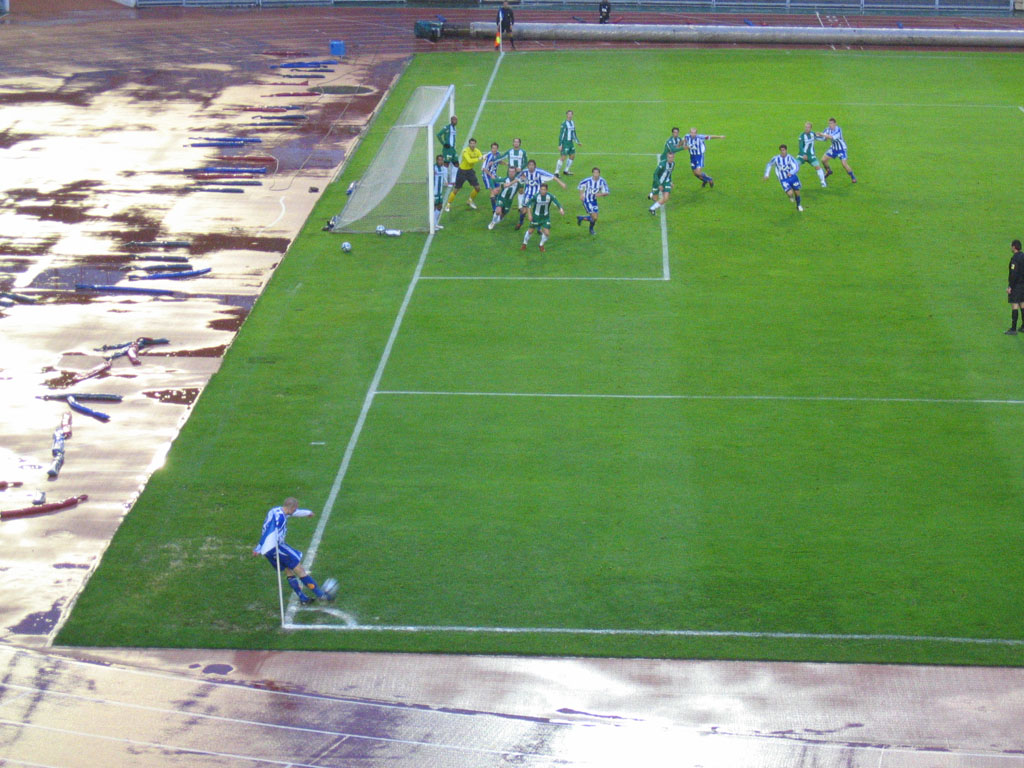
코너킥 상황

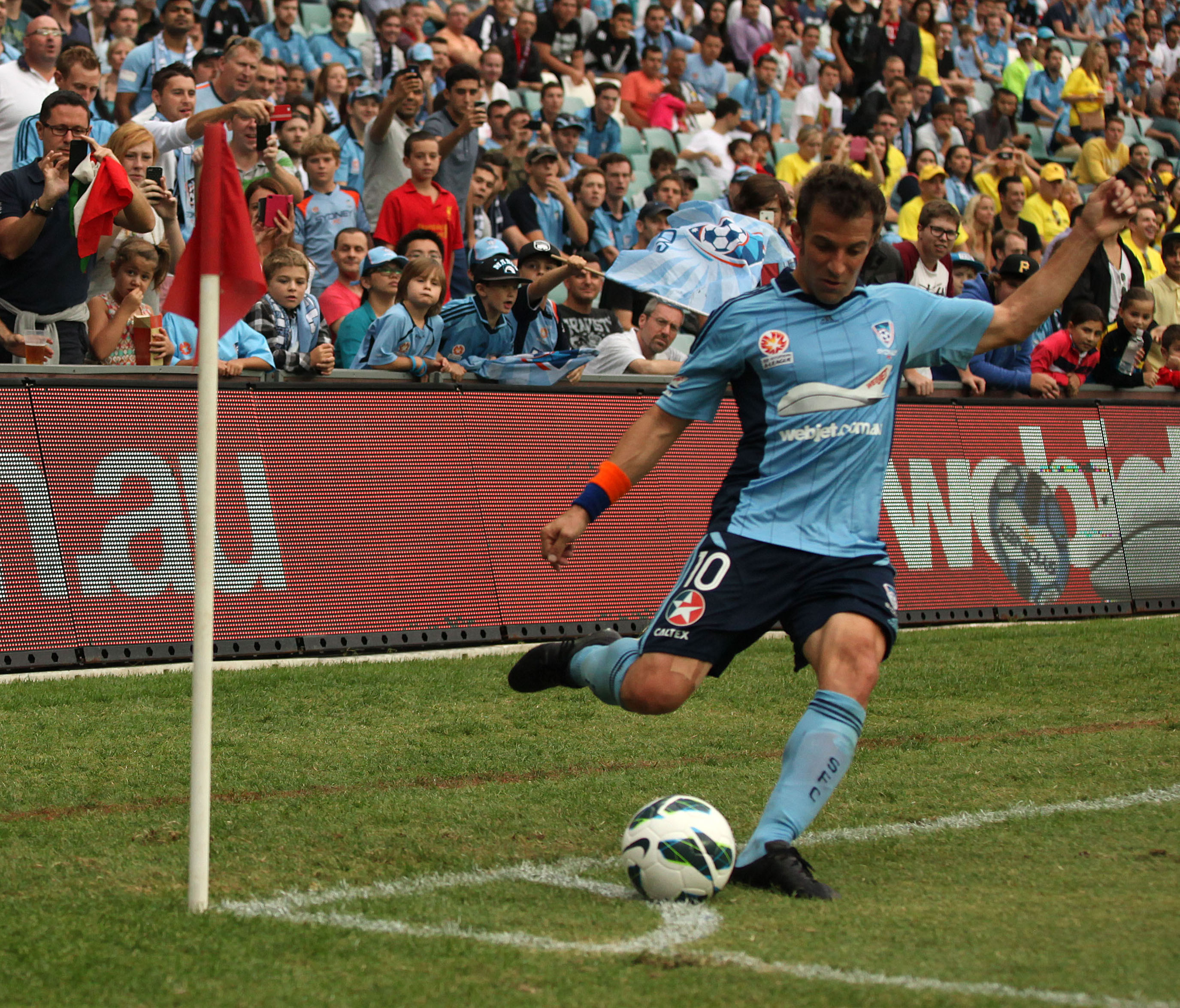
코너킥 깃발과 코너킥 키커

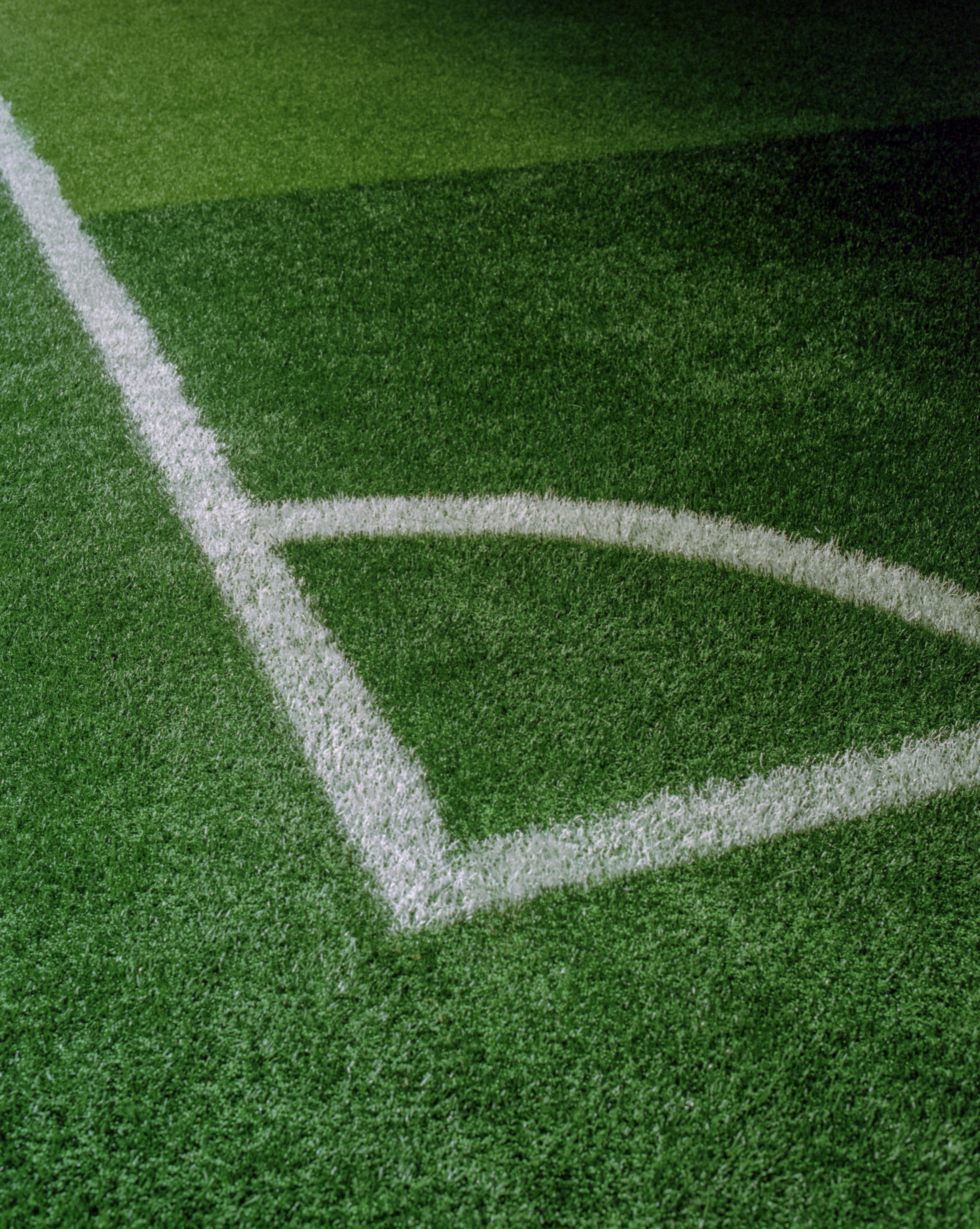
코너 에어리어

코너킥(문화어: 구석차기, 모서리차기; 영어: corner kick)은 축구 규칙 중 하나로, 수비 측이 골라인 밖으로 공을 찼을 때, 공격 측이 코너 에어리어에 공을 놓고 차는 것을 말한다. 1872년 2월 17일 잉글랜드 축구 협회에 의해 채택되었다.

## 역사
코너킥은 1867년 셰필드에서 셰필드 규칙(Sheffield Rules)에 의해 고안되었다. 1872년 2월 17일 잉글랜드 축구 협회에 의해 채택되었다. 코너로부터 직접 득점하는 방식은 1924년 6월 15일 국제 축구 평의회(IFAB) 회의에서 승인되어 그 다음 시즌부터 효력이 발생하게 되었다.

## 득점

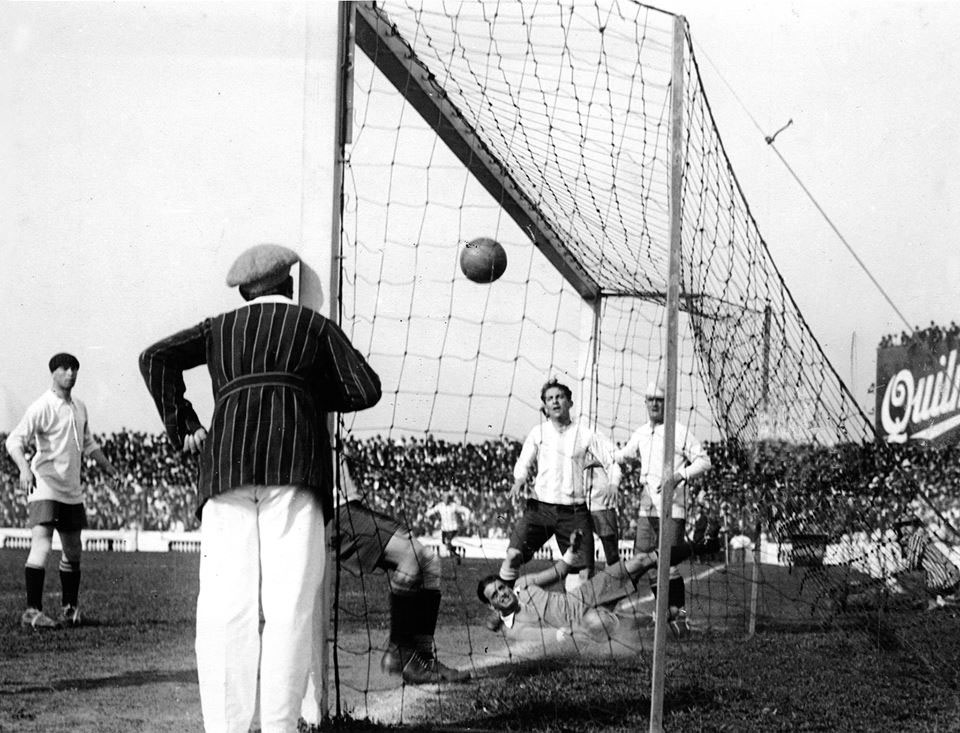
1924년 코너킥으로 직접 득점한 최초의 골

코너킥으로 바로 넣은 득점을 '올림피코 골(Olympico goal, Gol olímpico)'이라고도 부르는데 유래는 1924년 아르헨티나의 세자레오 온사리가 코너킥으로 바로 넣은 득점으로 당시 올림픽 챔피언이었던 우루과이에 승리했기 때문이다.

## 규칙
수비하는 팀원이 마지막으로 터치한 공이 골 프레임 바깥쪽 골라인을 완전히 넘어갔을 때 코너킥이 부여된다. 이 규칙의 목적상 의도적인 터치인지 여부는 중요하지 않다. 그렇기에 코너킥을 얻기 위해 상대방에게 공을 차는 것도 허용된다.
만약 공이 다음과 같은 상황에서 수비 팀 플레이어가 마지막으로 터치한 후 팀의 골대에 들어갔을 때 자책골 대신 코너킥이 주어진다.
- 킥 오프에서 직접,[5] 프리킥(직접 또는 간접),[6] 스로인,[7] 골킥,[8] 또는 코너킥.[9]
- 드롭볼 상황에서 적어도 두 명의 선수가 볼을 터치하지 않은 경우.[5]

코너킥은 볼이 플레이 밖으로 나간 지점에 더 가까운 코너에서 차는 것을 규정으로 한다.

## 과정

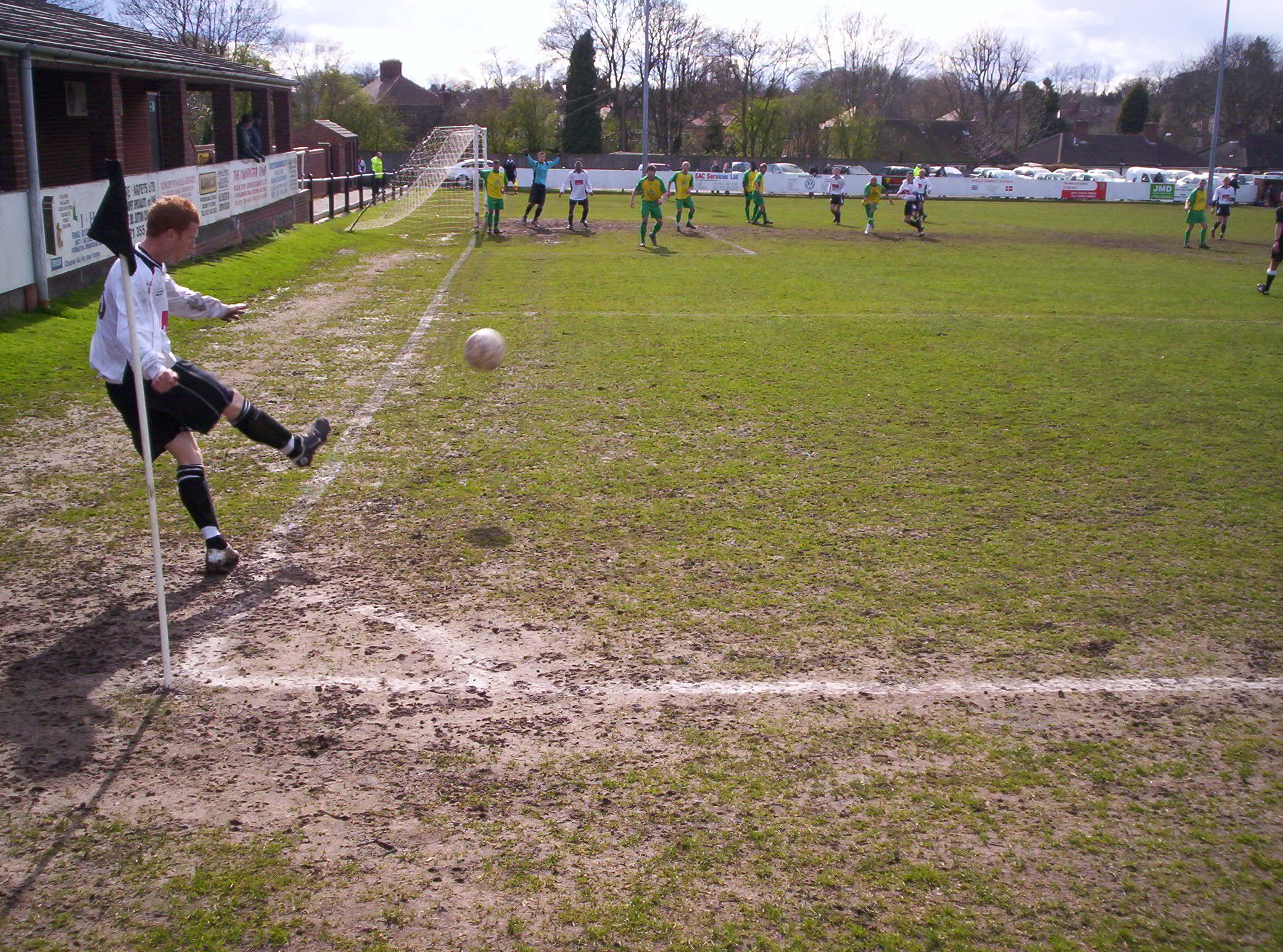
코너킥 장면

- 부심은 먼저 깃발을 들어 코너킥이 주어져야 한다는 신호를 보낸 다음 깃발을 사용하여 자신의 경기장 쪽 코너 지역을 가리킨다. 그러나 이것은 어느 쪽에서 차야 하는지를 나타내는 것은 아니다. 주심은 팔을 위로 뻗어 킥을 할 코너 지역을 가리키며 코너킥 신호를 보내게 된다.
- 공은 경기장 안의 코너 깃대에서 반지름 1야드(1미터)의 1/4원으로 형성된 코너 구역 내 지면에 고정되어 있어야 한다.[10][11]
- 모든 상대 선수는 공이 인 플레이될 때까지 코너 지역에서 최소 10야드(9.15m) 떨어져 있어야 한다. 심판이 이 규정을 시행하는 데 도움이 되도록 코너 지역에서 10야드 떨어진 골라인과 터치라인에 임의로 표시할 수도 있다.[12]
- 공이 찼고 명확하게 움직였을 때 인 플레이이기에 코너 영역을 떠날 필요가 없다.[10]
- 코너킥을 차는 선수는 공이 다른 선수에게 닿기 전에 다시 공을 만질 수 없다.[10]
- 흔치는 않지만 공격하는 쪽이 코너킥에서 바로 득점 할 수도 있다. 자책골은 직접 득점되지 않을 수도 있다. 코너킥에서 공이 공격 팀의 자책골에 직접 들어가는 극히 드문 경우에는 상대편에게 코너킥이 주어진다.
- 코너킥에서 공을 직접 받은 공격 선수는 오프사이드가 아니다.

### 규정 위반
움직이는 공을 차거나 잘못된 위치에서 차는 경우 코너킥을 다시 차야 한다.
상대 선수는 위에서 설명한 대로 필요한 거리를 물러나야 한다. 이를 즉시 이행하지 않을 경우 파울로 간주되어 경고를 받을 수도 있다.
경기 재개를 지나치게 지연시키는 선수는 경고를 받는다.
키커가 다른 선수가 볼을 터치하기 전에 두 번째로 볼을 터치하는 것은 반칙이다. 이것은 수비 팀에 대한 간접 프리킥으로 처벌 받을 수 있다.

### 코너킥과 수비 전술

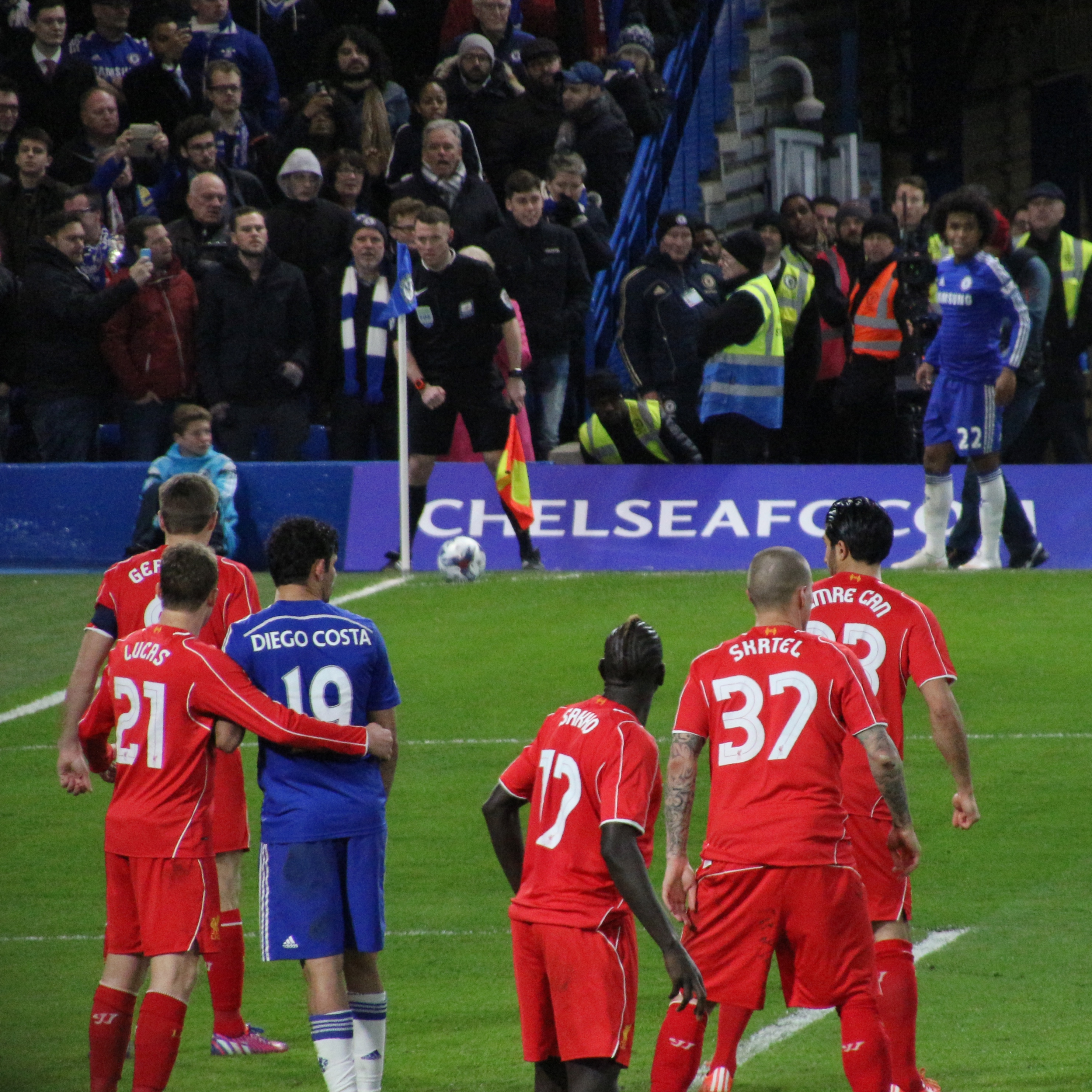
리버풀 (빨간색) 선수들이 첼시 (파란색) 코너를 수비할 준비 모습.

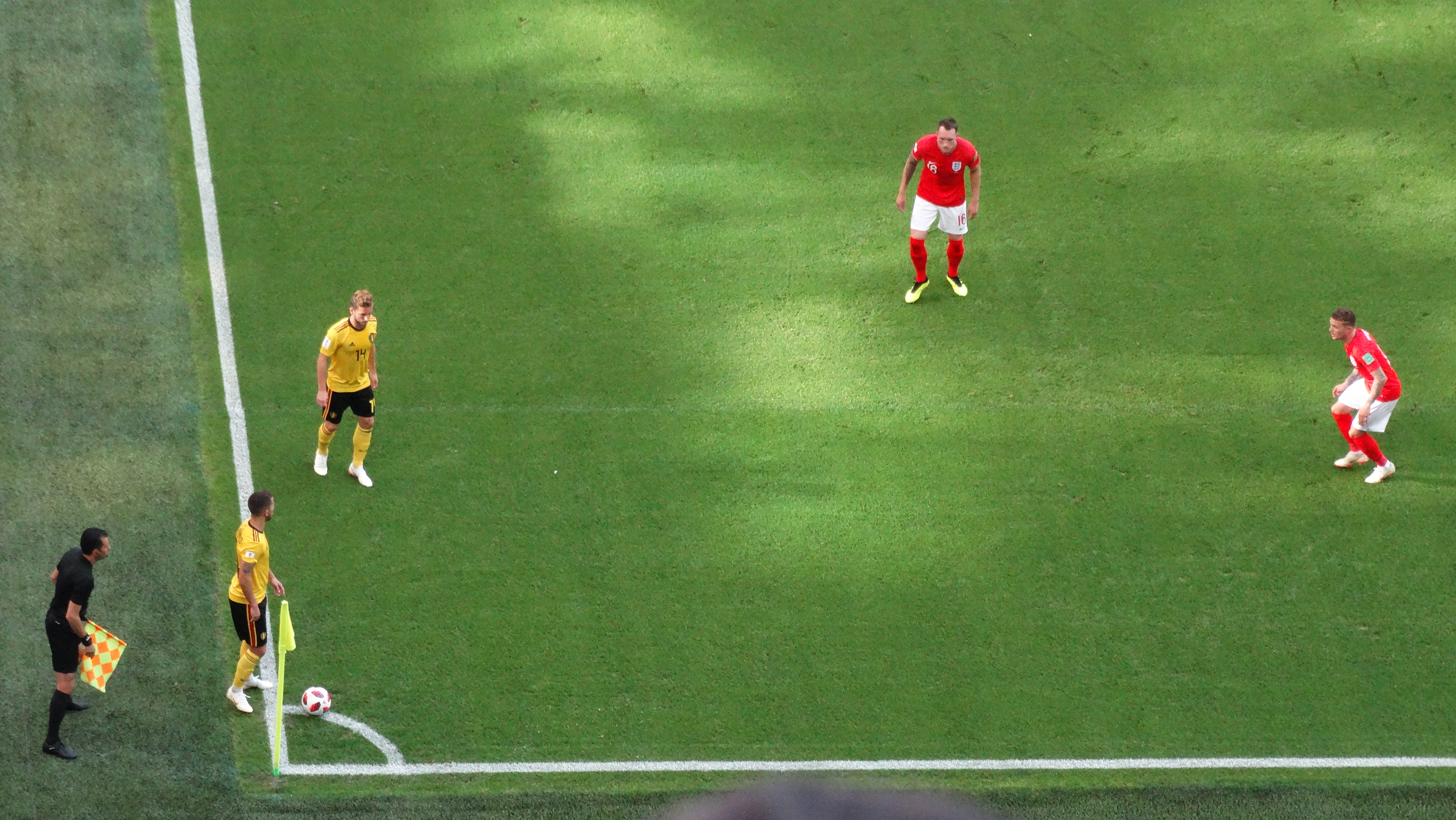
벨기에의 에당 아자르 (왼쪽, 노란색)가 2018 FIFA 월드컵에서 잉글랜드 (빨간색)를 상대로 쇼트 코너킥을 시도

일반적인 전술은 여러 명의 공격수가 골대 앞에 바싹 붙어 서서 코너킥 선수가 공을 가로질러 그들이 골대 안으로 들어가는 것이다.

#### 대인 마크 대 지역 마크
코너 수비에 사용되는 두 가지 인기 있는 전략은 맨 마킹과 지역 마킹이다.

#### 대체 전술
키커가 크로스를 시도하는 대신 공격팀의 대안 전략은 짧은 코너킥이다. 공은 키커에 가까운 선수에게 연결되어 득점을 향한 더 나은 접근 각도를 만든다.
시간 낭비를 시도하는 팀은 공격을 시도하기보다 가능한 한 오랫동안 경기장 구석에 공을 둘 수도 있다.